# Frau aller Völker

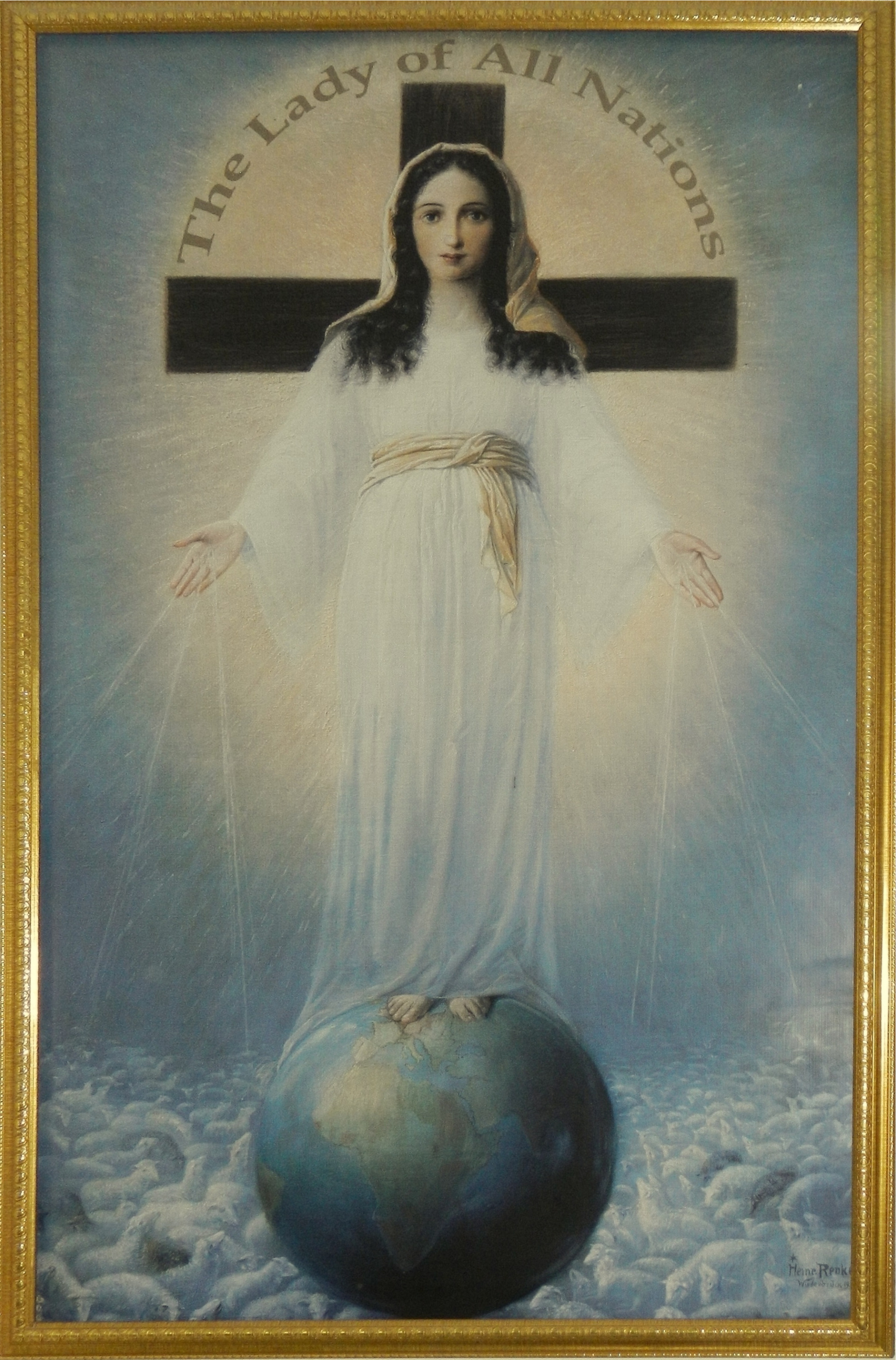
Bild der Frau aller Völker entsprechend dem Erscheinungsbericht (Kopie des Originals von Heinrich Repke in einer philippinischen Kirche)

Frau aller Völker (niederländisch: De Vrouwe van alle Volkeren) wird die Jungfrau Maria in den Privatoffenbarungen der Seherin Ida Peerdeman genannt, die vom 25. März 1945 bis 31. Mai 1959 in Amsterdam stattgefunden haben sollen. Die Gottesmutter soll ihr mehrfach unter dem Titel „Frau aller Völker“ erschienen sein.
Laut dieser Botschaften wird ein Papst eines Tages, an einem 31. Mai, das große abschließende Dogma verkünden und Maria zur „großen Miterlöserin, Mittlerin aller Gnaden und fürbittenden Allmacht an Gottes Thron vor den Augen aller Völker“ ernennen. Ursprünglich hatte die „Frau“ dies für das Pontifikat Pius’ XII. angekündigt, nach dessen Tod dann für das seines Nachfolgers.
Anhänger dieser Marienerscheinung verbreiten im Rahmen der sogenannten „Weltaktion“ weltweit das Bild und Gebet der Frau aller Völker. Es wurde hierfür eine Stiftung gegründet. In Amsterdam gibt es im ehemaligen Wohnhaus der Seherin eine Kapelle der Frau aller Völker, die zahlreiche Pilger anzieht. Hier wird das Originalbild der Frau aller Völker verehrt.
Die Glaubenskongregation des Heiligen Stuhls hat mehrfach erklärt, dass es sich mit Sicherheit nicht um ein übernatürliches Phänomen gehandelt habe.

## Ida Peerdeman und die Marienerscheinungen von Amsterdam

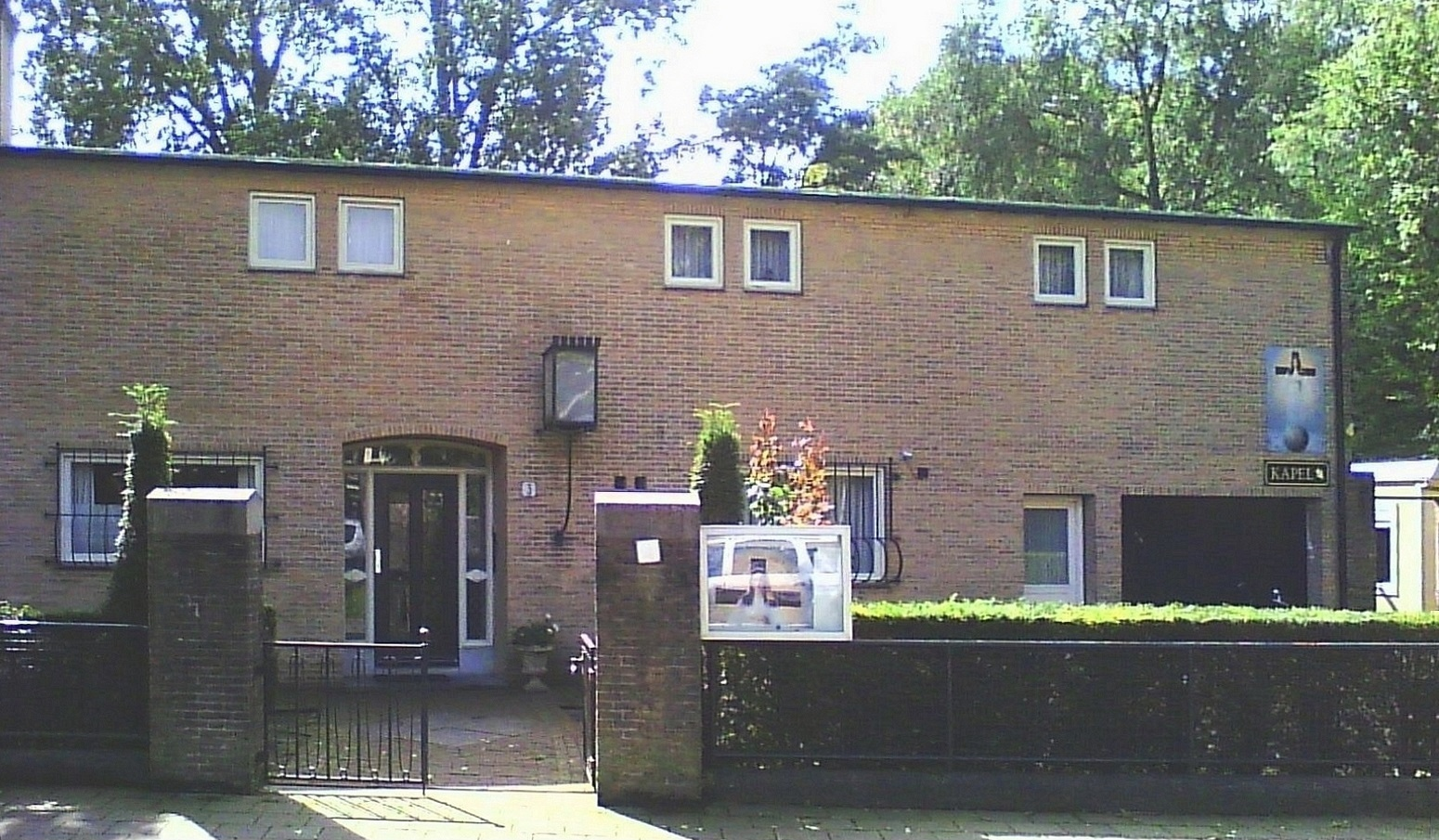
Kapelle der Frau aller Völker, ein 1976 umgebautes Wohnhaus in Amsterdam

Ida Peerdeman wurde am 13. August 1905 in Alkmaar in den Niederlanden als jüngstes von fünf Geschwistern einer katholischen Familie geboren. Bei der Taufe erhielt sie den Namen Isje Johanna, doch wurde sie zeitlebens nur Ida genannt. Im Alter von zwölf Jahren soll ihr auf dem Heimweg von der Beichte zum ersten Mal die heilige Jungfrau Maria erschienen sein.
Am 25. März 1945 soll sich ihr die Gottesmutter in Amsterdam erstmals im Erwachsenenalter offenbart haben. Dies sei die erste von 56 Erscheinungen gewesen. Mit großem Nachdruck habe Maria sich an die Kirche und die Welt gewandt. In prophetischen Schauungen habe sie die Welt und insbesondere Europa vor Glaubensabfall, moralischem Verfall, Katastrophen und Krieg gewarnt. Nach und nach habe die Gottesmutter in den Botschaften einen Plan offenbart, mit dem Gott durch Maria die Welt retten wolle und auf eine neue Ausgießung des Heiligen Geistes vorbereite. Dazu habe sie allen Völkern und Nationen ein Gnadenbild und ein Gebet geschenkt. Die Gottesmutter erscheint hierbei unter einem neuen Titel, „unter dem sie in dieser Zeit von allen Menschen gekannt und geliebt werden“ wolle: „die Frau aller Völker“ bzw. „die Mutter aller Völker“. In ihren Botschaften soll die Gottesmutter zudem um ein neues Dogma gebeten haben. Die Gottesmutter soll vom Papst als die „große Miterlöserin, Mittlerin aller Gnaden und fürbittende Allmacht an Gottes Thron vor den Augen aller Völker“ proklamiert werden. Diesem Wunsch werde der Seherin zufolge eines Tages ein Papst nachkommen. Die Amsterdamer Botschaften gelten auch deshalb als einzigartig in der Geschichte der Marienerscheinungen, weil die Gottesmutter sich laut Peerdeman selbst in sechs Botschaften detailliert ihr eigenes Gnadenbild beschreibt. Das Bild nach dieser Beschreibung malte der deutsche Kirchenmaler Heinrich Repke 1951. Es befindet sich nach 25-jährigen Ortswechseln seit 1976 in der Kapelle der Frau aller Völker in Amsterdam, Diepenbrockstraat 3.
Ida Peerdeman starb im Jahr 1996.

## Gebet der Frau aller Völker
Bereits in der ersten Botschaft am 25. März 1945 habe die Gottesmutter von ihrem Gebet gesprochen: „Das Gebet muss verbreitet werden!“, habe sie gegenüber Ida Peerdeman verkündet. Doch erst sechs Jahre später sei der Seherin der Wortlaut des Gebets offenbart worden:

„Herr Jesus Christus, Sohn des Vaters, sende jetzt deinen Geist über die Erde. Lass den Heiligen Geist wohnen in den Herzen aller Völker, damit sie bewahrt bleiben mögen vor Verfall, Unheil und Krieg. Möge die Frau aller Völker, die einst Maria war, unsere Fürsprecherin sein. Amen.“

Die Kongregation für die Glaubenslehre verlangte für das Gebet der „Frau aller Völker“ im Jahr 2005 eine Textänderung. Anstatt „Frau aller Völker, die einst Maria war“ heißt es nun „Frau aller Völker, die selige Jungfrau Maria“. Der Wortlaut des Gebets ist nunmehr:

„Herr Jesus Christus, Sohn des Vaters, sende jetzt deinen Geist über die Erde. Lass den Heiligen Geist wohnen in den Herzen aller Völker, damit sie bewahrt bleiben mögen vor Verfall, Unheil und Krieg. Möge die Frau aller Völker, die selige Jungfrau Maria, unsere Fürsprecherin sein. Amen.“

Diese Version erhielt am 6. Januar 2009 durch Diözesanbischof Jozef Marianus Punt das Imprimatur.

## Standpunkt der katholischen Kirche
1956 nahm der damalige Bischof von Haarlem, Johannes Petrus Huibers, erstmals zu den Erscheinungen Peerdemans Stellung. Dabei erlaubte er als Erster die private Verehrung des Titels, das Gebet und das Bild der Frau aller Völker, verbot aber die öffentliche Verehrung, basierend auf dem Rat der diözesanen Kommission, die noch keinen übernatürlichen Ursprung feststellen konnte („non constat de supernaturalitate“, „Die Übernatürlichkeit steht nicht fest“). 1957 bestätigte Rom die disziplinäre Maßnahme des Bischofs und fügte hinzu, dies schließe nicht aus, dass sich in der Zukunft neue Informationen ergeben können.
1974 bekräftigte die römische Glaubenskongregation erneut den Standpunkt von „non constat de supernaturalitate“ und bestätigte in einer offiziellen Notifikation das Verbot der öffentlichen Verehrung von 1956 durch Bischof Huibers.
Nach dem Rücktritt von Bischof Huibers (1960) nahm der neue Bischof Theodors Zwartkruis auf Bitten vieler Gläubiger und nach Rücksprache mit der Glaubenskongregation die Untersuchung wieder auf. Eine diözesane Kommission konnte zu keinem eindeutigen Ergebnis gelangen, neigte aber dazu, den Geschehnissen einen natürlichen Ursprung beizumessen. Gleichzeitig riet sie dazu, die Erlaubnis der öffentlichen Verehrung zu erteilen.
In diese Zeit fallen die Ereignisse rund um eine Statue der Frau aller Völker in Akita, Japan. Nach eingehender wissenschaftlicher Untersuchung an der Universität Akita und nach Rücksprache mit Kardinal Ratzinger in Rom, bestätigte der Ortsbischof John Shojiro Ito am 22. April 1984 den übernatürlichen Charakter der Ereignisse. Die Glaubenskongregation änderte Amsterdam betreffend ihren Standpunkt und riet dem damaligen Bischof von Amsterdam, Henrik Bomers, darauf zu achten, eine Unterscheidung zwischen dem Titel und den Erscheinungen zu machen, und drückte gleichzeitig aus, dazu geneigt zu sein, den Titel anzuerkennen.
Beim Antrittsbesuch des neu ernannten Weihbischofs Jozef Marianus Punt bei Kardinal Ratzinger im Oktober 1995, fragte der Präfekt der Glaubenskongregation nach dessen Meinung bezüglich der Erscheinungen. Da er für die öffentliche Verehrung war, ohne aber ein Urteil über die Authentizität der Erscheinungen abgeben zu wollen, gab Kardinal Ratzinger seine Erlaubnis zu dieser Vorgehensweise, wonach Bischof Henrik Bomers von Amsterdam zusammen mit seinem Weihbischof am 31. Mai 1996 eine Mitteilung herausgab, in der sie die öffentliche Verehrung der „Frau aller Völker“ erlaubten, wobei die Frage der Authentizität dem persönlichen Urteil der Gläubigen überlassen blieb.
Sieben Jahre später, am 31. Mai 2002, wurden die Marienerscheinungen von Amsterdam durch Bischof Jozef Marianus Punt als übernatürlich bestätigt. Sein Pressesprecher erklärte, der Bischof habe sich von Theologen und Psychologen beraten lassen und keine theologischen und psychologischen Hindernisse entdecken können, die die Anerkennung der Übernatürlichkeit verhindert hätten. Für die Übernatürlichkeit sprächen die „Erfahrung von Bekehrungen“ sowie die „Zeugnisse über empfangene Gnaden“. Die Glaubenskongregation widersprach dieser Auffassung nicht, bestätigte sie aber auch nicht. Vielmehr wurde das Urteil von 1974 im Jahr 2006 erneut veröffentlicht.
Der Bischof der niederländischen Diözese Haarlem-Amsterdam, Johannes Hendriks, erklärte am 30. Dezember 2020 nach Rücksprache und im Einvernehmen mit der Kongregation für die Glaubenslehre, die Verehrung Marias als „Frau aller Völker“ sowie eines entsprechenden Bildes und die Verwendung des von der Kirche approbierten Gebetes seien zulässig. Diese Verehrung dürfe jedoch nicht in einen Zusammenhang mit den angeblichen Erscheinungen an Ida Peerdeman gestellt werden, die von der Kirche nicht als übernatürlich anerkannt werden.
Die Erscheinungen von Amsterdam und insbesondere das geforderte Dogma sind innerhalb der katholischen Kirche weiterhin umstritten. Dennoch finden seit 1997 weltweit jährliche Gebetstage zu Ehren der Frau aller Völker statt, an denen Kardinäle und Bischöfe aus verschiedenen Ländern teilnehmen. 1998 nahm Alfons Maria Kardinal Stickler und im Jahr 2000 der damalige Präfekt der Kongregation für die orientalischen Kirchen, Ignatius Moussa I. Kardinal Daoud, am Gebetstag in Amsterdam teil. An sieben Gebetstagen (2009, 2011–2016) in Köln und Düsseldorf nahm auch der frühere Erzbischof von Köln, Joachim Kardinal Meisner, im Jahr 2017 Rainer Maria Kardinal Woelki und in den darauffolgenden Jahren die Weihbischöfe des Erzbistums Köln, Dominikus Schwaderlapp und Ansgar Puff, teil. 2019 übermittelte Papst Franziskus durch den Apostolischen Nuntius in Deutschland, Erzbischof Nikola Eterović, dem Kardinal Woelki und allen Anwesenden beim Gebetstag eine Grußbotschaft und seinen Apostolischen Segen.
Am 11. Juli 2024 veröffentlichte das vatikanische Dikasterium für die Glaubenslehre eine erneute Erklärung, der zufolge die angebliche Amsterdamer Erscheinung von Maria als "Frau aller Völker" in den Jahren 1945 bis 1959 von der Kirche nicht als übernatürliches Phänomen anerkannt wird („constat de non supernaturalitate“). Für die Kirche steht sicher fest, dass es tatsächlich keine Marienerscheinung gegeben hat.